# Seznam norveških botanikov
Seznam norveških botanikov.

## B
- Christian Peder Bianco Boeck
- Axel Gudbrand Blytt

## G
- Johan Ernst Gunnerus

## V
- Martin Vahl